# Cisterna de Filoxen
La Cisterna de Filoxen (grec: Κινστέρνα του Φιλοξένου, Kisterna tu Filoxenu; turc: Filoksenos Sarnıcı) o Cisterna de les Mil i Una Columnes (turc: Binbirdirek Sarnıcı) és un cisterna situada entre el Fòrum i l'Hipòdrom de Constantinoble a la zona de Sultanahmet, Istanbul, Turquia.
La cisterna va ser construïda sota el palau de Lausos al segle iv. Té una superfície de 3.640 m2 que pot albergar 40.000 m³ d'aigua. La sala conté 224 columnes de 14 a 15 metres d'altura fabricades en marbre de l'Illa de Mármara. Cada columna és en realitat la superposició de dues columnes unides amb un anell de marbre.
Igual que la Cisterna de la Basílica i la cisterna de Teodosi, està oberta al públic. L'entrada actual es troba en el Piyer Loti Caddesi, en el districte d'Eminönü.